# Boskednan

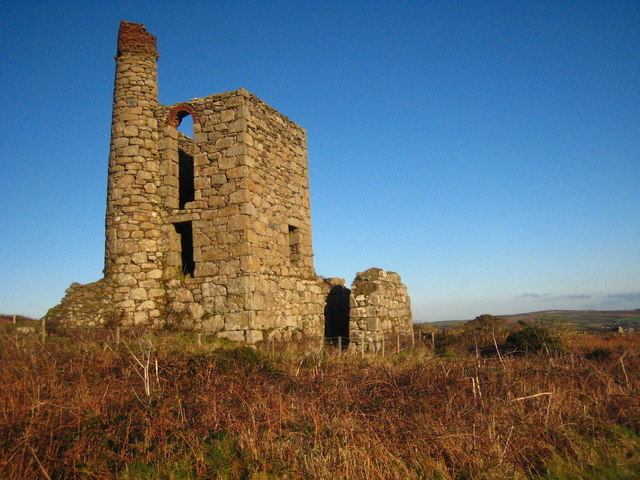
Ruine eines Maschinenhauses in Boskednan, das möglicherweise zu dem Bergwerk Ding Dong gehörte. Foto: Rod Allday

Boskednan ist ein Weiler in dem Civil parish Madron in dem bis 2009 bestandenen District Penwith in der Grafschaft Cornwall in England.
Etwa einen Kilometer nordwestlich des Weilers Boskednan liegt der unter der Bezeichnung The Nine Maidens bekannte etwa 3.000 bis 4.000 Jahre alte Steinkreis von Boskednan.
Koordinaten: 50° 9′ N, 5° 35′ W